# 郭况
郭況（10年—59年）。冀州真定国稾县人，东汉外戚、政治人物。姊姊是汉光武帝皇后郭聖通。外祖父真定恭王刘普，舅舅真定王刘杨。

## 生平
| 姓名           | 郭況                                                                                           |
| 時代           | 新朝 - 东汉時代                                                                                |
| 生没年         | 10年（始建国二年） - 59年（永平二年）                                                          |
| 字・別号       | 〔不詳〕                                                                                       |
| 本貫・出身地等 | 冀州真定国稾县                                                                                 |
| 職官           | 黄門侍郎→城門校尉→大鴻臚→特進                                                                  |
| 爵位・号等     | 綿蛮侯→陽安侯→陽安節侯〔谥号〕                                                                 |
| 陣营・所属等   | 光武帝                                                                                         |
| 家族・一族     | 父：郭昌，母：郭主，姊姊：郭聖通 舅父：劉楊（劉揚），姊夫：光武帝 从兄弟：郭竟、郭匡，子：郭璜 |

郭况出身真定国名族，父郭昌早死，他和姊姊郭聖通都是母亲郭主所生。
建武元年（25年），郭聖通生皇子劉彊。当時十六岁的郭況小心谨慎，光武帝任命为黄門侍郎。建武二年（26年），郭聖通被立为皇后，劉彊为皇太子，同时，郭況被封为綿蛮侯。郭況为皇后之弟，其下賓客云集，郭況謙恭下士，颇得声望。
建武十四年（38年），郭況昇進为城門校尉。当时，郭聖通寵愛已衰，怀有怨恨。建武十七年（41年），郭聖通被废后，陰麗華取代她成为皇后。劉彊自行辞退皇太子之位。郭況于是进封大国，封陽安侯。以郭況为首，郭氏一族次第封为列侯。
建武二十年（44年），郭況進昇为大鴻臚。光武帝到郭況宅邸探望，多有賞赐。郭況之家被京師人称为「金穴」。建武二十六年（50年），郭主去世，光武帝亲自临丧送葬，百官大会，遣使者迎郭昌丧柩，与郭主合葬，追赠郭昌阳安侯印绶，谥号思侯。建武二十八年（52年），郭聖通去世，光武帝憐惜，让郭況之子郭璜娶淯陽公主，任用为郎官。
漢明帝即位，同帝舅阴识、阴就一起封为特進，多加賞賜。郭況和陰識、陰就受到同样的敬重待遇，凡事必定平等待遇。
永平二年（59年），郭況去世。享年五十岁。谥号節侯。子郭璜嗣爵。